# Luka Janežič
Luka Janežič, slovenski atlet, * 14. november 1995, Vodice.
Janežič je za Slovenijo nastopil na atletskem delu Poletnih olimpijskih iger 2016 v Riu de Janeiru in se uvrstil v polfinale teka na 400 m.